# Anomala leptopoda
Anomala leptopoda är en skalbaggsart som beskrevs av Lin 1992. Anomala leptopoda ingår i släktet Anomala och familjen Rutelidae. Inga underarter finns listade i Catalogue of Life.